# Zapotiltic
Zapotiltic é um município do estado de Jalisco, no México.
Em 2005, o município possuía um total de 27.290 habitantes.